# Медаль «В память похода на Рим»
Медаль «В память похода на Рим» (итал. Medaglia commemorativa della Marcia su Roma) — итальянская награда, учреждённая руководством Фашистской партии приказом от 31 декабря 1923 года в ознаменование захвата власти Бенито Муссолини в 1922 году — начале фашистской эры.
Золотая медаль была присуждена соответственно Бенито Муссолини, квадрумвиру и административному секретарю НФП Джованни Маринелли, серебряная — 19 командирам колонн эскадронов, организованных для похода на Рим, и бронзовая — всем тем, кто, вступив в Национальную фашистскую партию, участвовали в нём с 27 октября по 1 ноября 1922 года.
Королевским указом № 273 от 31 января 1926 года она была также разрешёна для членов Добровольческого ополчения национальной безопасности. Второе положение, данное Королевским указом № 2485 от 1 ноября 1928 года, разрешало его использование тем военнослужащим, которые 28 октября 1922 года не несли действительную службу в Вооруженных силах государства. Наконец, полное право на использование знаков отличия всем военнослужащим было предоставлено Королевским указом № 1179 от 15 июля 1938 года.
В партийном приказе от 7 декабря 1931 года серебряная медаль, присужденная Акилле Стараче как начальнику колонны, была заменена золотой в связи с его назначением секретарем НФП.

## Знаки отличия

### Медаль
Медаль представляет собой диск диаметром 34 мм с зажимным соединением.

#### Аверс
Крылатая Победа с дубовым венком в правой руке и фасцией в левой. За фигурой легионерские знаки отличия, ликторные связки и римские кинжалы.

#### Реверс
В центре пустое четырёхугольное пространство, где получатель мог бы выгравировать свое имя. В основании квадратного пространства находится аббревиатура FM Lorioli & Castelli Milano et EB Mod Rip. Ris. Квадратное пространство обрамлено четырьмя связками ликторов. Границы очерчены двойным кругом, в котором выгравированы надписи Marcia Su Roma вверху, и 27 ottobre-1 novembre 1922 — внизу. Среди легенд есть две маленькие звезды.

### Лента
Лента шириной 37 мм разделена пополам по вертикали, слева она амарантово-красная, а справа жёлтая: цвета герба муниципалитета Рима.